# Tifo

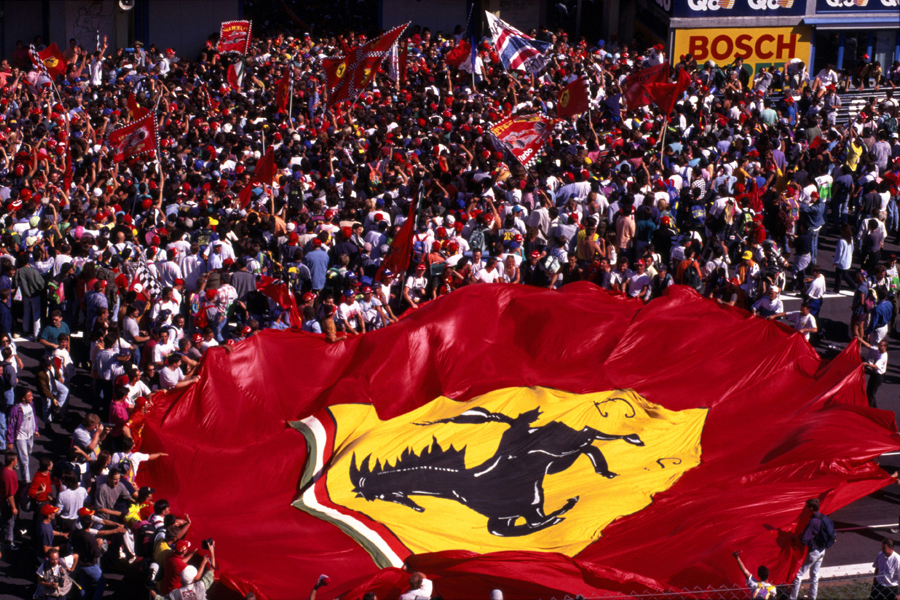
Tifo de Scuderia Ferrari en el Gran Premio de Italia de 1996.

Tifo es una palabra italiana para designar a la hinchada de un equipo (generalmente de equipos deportivos) y a sus componentes (los tifosi). En algunos países se utiliza como denominación para un mosaico creado por los aficionados y desplegado en las gradas de un estadio. Nunca es usado con este sentido en Italia.
Los tifos se crean, normalmente, para partidos importantes (como los llamados derbis). Aunque la tradición se originó a raíz de clubes de fútbol, algunas selecciones nacionales también cuentan con hinchas que despliegan tifos en sus partidos. Los creadores de los tifos suelen ser los propios aficionados para demostrar su amor por los colores, aunque, a veces, son los propios clubes los que patrocinan o contratan estos mosaicos.
La cultura de los tifos, al igual que la palabra que la designa, surgió en Italia. Actualmente esta cultura está muy desarrollada en los países del este europeo. A principio de su historia se utilizaban en partidos de fútbol (en Italia) para dar un ánimo y un calor especial para caldear el ambiente en el estadio; pero ahora se utilizan (no mayoritariamente) para realizar un insulto u ofensiva a un equipo o grupo rival, utilizando ideologías y símbolos. Normalmente, los tifos se relacionan con los movimientos ultras, puesto que nacieron ambos en el mismo momento (entre finales de la década de los 60 y principios de los 70), con la creación del primer grupo ultra, la Fossa dei Leoni, seguidores del AC Milan.

Tifo desplegado en el partido entre el Atlético de Madrid e Inter de Milán.

Tifo desplegado en el partido entre la Real Sociedad y PSG.

En los últimos años, la cultura de los tifos ha estado presente en las gradas de los equipos españoles de Primera División antes del comienzo de los grandes partidos. Los tifos, impulsados en su mayoría por grupos ultras, se ven acompañados más a menudo de refranes o citas conocidas del latín que quieren simbolizar los valores e hitos que caracterizan a su respectivo club. Incluso estos lemas latinos se han entendido como una señal de intimidación hacia los equipos rivales. Entre los partidos en que se han utilizado estos "tifos latinizados" se encuentran: la final de la UEFA Europa League 2022-23 entre el Sevilla FC y As Roma, donde el conjunto hispalense, y en concreto la grada Biris Norte, preparó y desplegó un tifo dividido en dos lonas: la primera con el lema Imperium Nostrum que significa "Nuestro Imperio" refiriéndose a su dominio incontestable en esta competición europea tras ser el equipo con más trofeos (7), y la segunda una representación del Abuelo (figura comúnmente utilizada en los tifos de los Biris Norte) y el águila imperial (evocando al símbolo imperial de Roma) acompañados de seis cifras en números romanos que simbolizan los años donde el Sevilla FC ganó la Europa League (MMVI, 2006; MMVII, 2007; MMXIV, 2014; MMXV, 2015, MMXVI, 2016; MMXX, 2020). En la última edición de la UEFA Champions League 2023/24, en los octavos de final, dos de los cuatro equipos españoles, a saber, el Real Sociedad y el Atlético de Madrid desplegaron unos tifos con citas literarias y refranes escritos en latín. En el caso del conjunto txuri-urdin, se realizó en el partido contra el Paris-Saint Germain, donde se utilizó uno de los pasajes más conocido del Cantar de Roncesvalles, y que es usado en la placa conmemorativa en el monumento donde se realizó la Batalla de Roncesvalles (778) entre las tropas carolingias de Carlomagno y los vascones: Vascones in summi montis vertice surgentes, que significa "se alzan los vascones en lo alto de la montaña". Este verso se ve acompañado en el tifo con una ilustración donde se observa las victorias de los vascones, vestidos de azul y blanco (simbolizando los colores de la Real Sociedad) sobre los abatidos francos, representados con los colores y escudo del equipo parisino. En cuanto al equipo colchonero, en la grada del grupo ultra Frente Atlético, en colaboración con Tifomakers, en el partido entre el Atlético de Madrid contra el Inter de Milán, se desplegó un espectacular mosaico rojiblanco que se vio acompañado del refrán latino Ad Augusta per angusta que literalmente quiere decir “hacia lo más lato a través de lo angosto”, este aforismo latino se podría traducir además, de manera más metafórica, como “Conseguir el éxito a través de las dificultades del camino”. Dicho lema estaba inscrito en el túnel de vestuarios del antiguo estadio madrileño Vicente Calderón.

## Materiales
Algunos materiales usados para crear los tifos son:
- Hojas de papel y plástico
- Grandes banderas y pancartas
- Confeti
- Globos
- Bufandas

Los tifos se suelen mostrar unos pocos minutos, normalmente cuando entran los equipos o comienza el partido. La planificación de un tifo puede llevar desde unos minutos a varias semanas, dependiendo de la complicación del mosaico a crear.